# Ацетилацетонат марганца(III)
Ацетилацетона́т ма́рганца(III) — органическое вещество, хелатное соединение металла марганца, формулой [Mn(C5H7O2)3]. При нормальных условиях представляет собой блестящие чёрные кристаллы, плохо растворимые в воде, но хорошо растворимые в органических растворителях.

## Получение
- Вещество можно получить по уравнению:

{\displaystyle {\mathsf {8MnSO_{4}+2KMnO_{4}+30C_{5}H_{8}O_{2}+14NH_{3}\ {\xrightarrow {}}\ }}}
{\displaystyle {\mathsf {{\xrightarrow {}}\ 10[Mn(C_{5}H_{7}O_{2})_{3}]\downarrow +K_{2}SO_{4}+7(NH_{4})_{2}SO_{4}+8H_{2}O}}}
- Действие ацетилацетона на ацетат марганца(III):

{\displaystyle {\mathsf {Mn(CH_{3}COO)_{3}+3C_{5}H_{8}O_{2}\ {\xrightarrow {}}\ [Mn(C_{5}H_{7}O_{2})_{3}]\downarrow +3CH_{3}COOH}}}
- Реакция суспензии MnOOH c ацетилацетоном в водном растворе.

## Физические свойства
Ацетилацетонат марганца(III) образует блестящие чёрные кристаллы, плавится при 172 °C. Растворяется в бензоле, хлороформе, эфирах и др. Плохо растворяется в воде.